# Bengt Järbe
Bengt Oscar Järbe, född 14 april 1919 i Norra Åsum, död 7 februari 1997 i Sundbyberg, var en svensk arkeolog, bibliotekarie och författare. 
Efter studentexamen i Malmö 1939 genomgick Järbe infanteriofficersaspirantskola 1940 och utbildade sig till reservofficer vid Krigsskolan 1941. Han blev fänrik i Gotlands infanteriregementes (I 18) reserv 1942, löjtnant 1944 och kapten 1955. Under beredskapstiden tjänstgjorde han på Gotland. Efter studier vid Stockholms högskola blev han filosofie kandidat 1946 och påbörjade året därpå studier vid Lunds universitet. År 1950 blev han filosofie licentiat i arkeologi på avhandlingen Eurasisk björnkult ur arkeologisk synpunkt. 
Järbe utexaminerades från Statens biblioteksskola 1947, blev extra assistent vid Kristianstads stadsbibliotek 1946, assistent 1947, chefsbiblioteksassistent 1948, stadsbibliotekarie i Enköping 1952 och tillträdde 1957 motsvarande tjänst i Sundbyberg. År 1955 deltog han i Nordisk kurs för bibliotekarier. Från 1971 var han kultur- och bibliotekschef i Sundbybergs kommun. Han avslutade sin tjänstgöring i kommunen 1981 för att helt ägna sig åt skrivande, och fick då stipendier från Stockholms läns landsting och Sundbybergs kommun. År 1989 tilldelades han Sundbybergs kommuns hedersbelöning för kulturgärning.
Järbe var styrelseledamot i Svenska folkbibliotekarieföreningen 1947–1948. Han är gravsatt på Sundbybergs begravningsplats.